# Mycalesis sinonia
Mycalesis sinonia är en fjärilsart som beskrevs av Hans Fruhstorfer 1911. Mycalesis sinonia ingår i släktet Mycalesis och familjen praktfjärilar. Inga underarter finns listade i Catalogue of Life.